# Chiến tranh Hán – Nam Việt
Chiến tranh Hán – Nam Việt là một cuộc chiến tranh giữa Nhà Hán (còn gọi là Nhà Tây Hán) và nước Nam Việt thời Nhà Triệu vào cuối thế kỷ 2 trước Công nguyên.

## Bối cảnh lịch sử

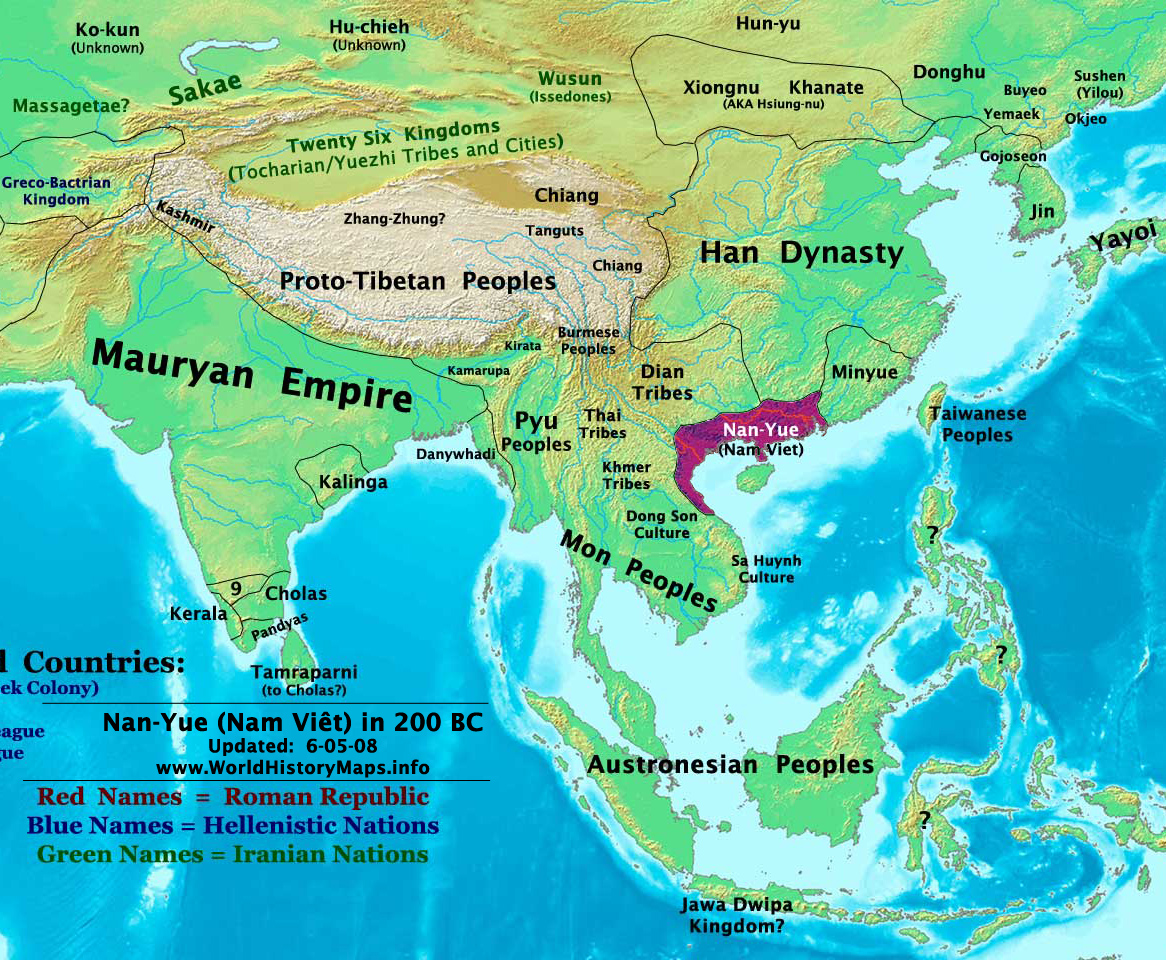
Bản đồ khu vực khoảng 200 năm TCN.
Nước Nam Việt phía Tây giáp Dạ Lang và Câu Đinh, phía Đông giáp Mân Việt, phía Nam giáp với dãy Hoành Sơn, phía Bắc giáp nhà Hán.

Năm 221 trước công nguyên (TCN), sau khi Tần Thủy Hoàng thống nhất Trung Nguyên đã cho xây dựng một nhà nước trung ương tập quyền phong kiến. Tham vọng xâm chiếm lãnh thổ không dứt, Tần Thủy Hoàng tiếp tục sai Đồ Thư đem quân, sai Sử Lộc đào ngòi vận lương đi đánh lấy Bách Việt, trong đó là một dải các tỉnh Quảng Đông, Quảng Tây, Phúc Kiến ngày nay lập thành quận mà thống trị.
Sau khi nhà Tần mất, hình thành 3 quốc gia của người Bách Việt là Đông Âu (trị ở Đông Âu, thành phố Ôn Châu tỉnh Chiết Giang ngày nay), Mân Việt, Nam Việt.
Năm 196 TCN, Hán Cao Tổ sai Lục Giả đi sắc phong Triệu Đà làm Nam Việt Vương.
Năm 191 TCN, nhà Tây Hán dưới thời Lã Hậu đóng cửa ải buôn bán với Nam Việt, ngăn chặn trao đổi đồ sắt, trâu cái, làm khó sản xuất nông nghiệp của Nam Việt, làm xấu quan hệ với Nam Việt. Triệu Đà bèn tuyên bố độc lập hoàn toàn khỏi nhà Hán, tự xưng hiệu là Nam Việt Vũ Đế. Triệu Đà cho rằng ngăn chặn buôn bán là do Trường Sa Vương ly gián, bèn phát binh đánh úp biên giới của nước Trường Sa. Cao Hậu lệnh cho Long Lự hầu Chu Táo đem quân đánh Nam Việt, vì quân sĩ không quen đất nước miền nam, quân mệt mỏi chẳng nên công. Khi Cao Hậu chết (180 TCN), nhà Hán bãi binh.
Hán Văn Đế kế vị, sai Thái trung Đại phu Lục Giả đem thư cho Triệu Đà. Khi nghe Lục Giả thuyết phục phải trái hơn thiệt, Triệu Đà đã quyết định bỏ danh hiệu Đế, quy phục nhà Hán và dùng lại hiệu Nam Việt Vương một cách tượng trưng.
Năm 125 TCN, Mân Việt cử binh đến xâm phạm quận huyện biên giới của Nam Việt. Hán Vũ Đế dùng Đại hành Vương Khôi, Đại Nông lệnh Hàn An Quốc chia ra đem quân xuống phía nam đánh Mân Việt. Quân Hán chưa đến, em của Mân Việt Vương là Dư Thiện và họ hàng đại thần cùng giết Mân Việt Vương hàng quân Hán.
Năm 113 TCN, Hán Vũ Đế sai An Quốc Thiếu Quý đến Nam Việt, đem lệnh dụ Triệu Ai Vương, Cù Thái hậu vào chầu giống với chư hầu trong nước, lại lệnh Vệ úy Lộ Bác Đức đóng quân ở Quế Dương tiếp ứng.
Trong tập đoàn thống trị Nam Việt chia rẽ: Cù Thái hậu định cùng con trai Triệu Hưng (mới có 4 tuổi) chủ trương vào kinh chầu nhà Hán, cùng gửi thư lên Hán Vũ Đế, nguyện theo luật lệ của chư hầu trong nước, ba năm hầu cận một lần; Thừa tướng ba đời của Nam Việt là Lữ Gia hết sức phản đối, đôi bên đấu tranh dữ dội. Hán Vũ Đế lệnh cho Hàn Thiên Thu đem 2000 quân vào Nam Việt muốn giết Lữ Gia. Mùa xuân năm 112 TCN, Lữ Gia bèn viết cáo kêu gọi trong nước về hành động bán nước của Cù hậu, rồi giết Triệu Ai Vương, Cù Thái hậu, sứ giả nhà Hán và giết hết quân của Hàn Thiên Thu, lập riêng Triệu Kiến Đức làm vua.

## Diễn biến
Vua Hán nghe tin Hàn Thiên Thu bị giết, sai Phục ba tướng quân Lộ Bác Đức xuất phát từ Quế Dương, Lâu thuyền tướng quân Dương Bộc xuất phát từ Dự Chương, Qua thuyền tướng quân Nghiêm xuất phát từ Linh Lăng, Hạ lại tướng quân Giáp đem quân xuống Thương Ngô, Trì Nghĩa hầu Quý đem quân Dạ Lang xuống sông Tường Kha, đều hội cả ở Phiên Ngung.

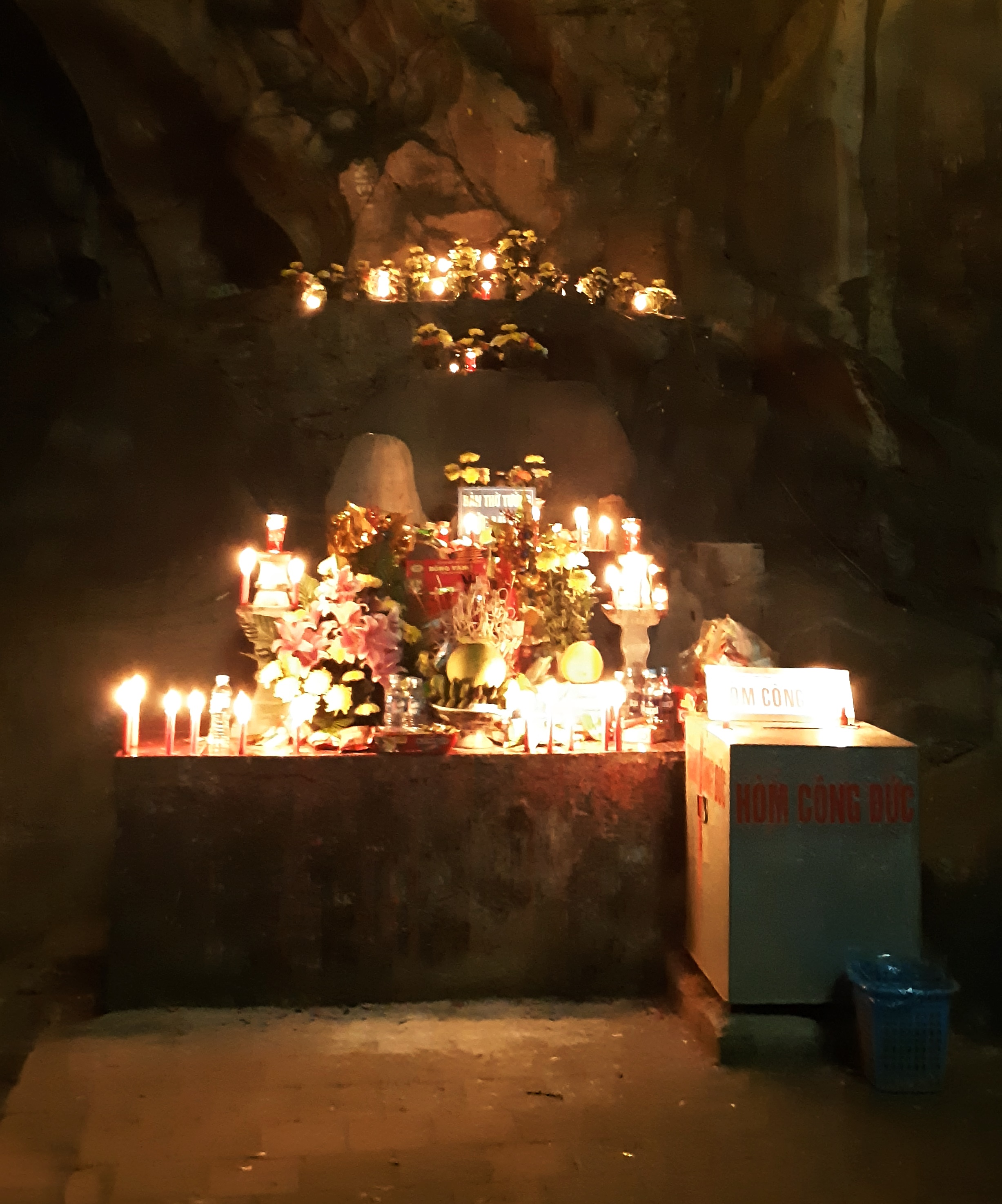
Bàn thờ Thừa tướng Lữ Gia nhà Triệu bên trong hang Cắc Cớ, thuộc địa phận khu di tích chùa Thầy, xã Sài Sơn, huyện Quốc Oai, Hà Nội

Mùa đông năm 111 TCN, tướng nhà Hán là Dương Bộc đem 9000 tinh binh hãm Tầm Hiệp, phá Thạch Môn lấy được thuyền thóc của quân Triệu, kéo luôn cả các thuyền ấy đi, đem mấy vạn người đợi Lộ Bác Đức. Bác Đức cùng Bộc hội quân tiến đến Phiên Ngung.
Triệu Thuật Dương Vương và Lữ Gia cùng giữ thành. Dương Bộc tự chọn chỗ thuận tiện đóng ở mặt đông nam, Lộ Bác Đức đóng ở mặt tây bắc.
Vừa chập tối, Dương Bộc đánh bại quân Triệu, phóng lửa đốt thành. Bác Đức không biết quân trong thành nhiều hay ít bèn đóng doanh, sai sứ chiêu dụ. Ai ra hàng đều được Đức cho ấn thao và tha cho về để chiêu dụ nhau. Dương Bộc cố sức đánh, đuổi quân Triệu chạy ngược vào dinh quân của Lộ Bác Đức. Đến tờ mờ sáng thì quân trong thành đầu hàng. Triệu Dương Vương và Lữ Gia cùng với vài trăm người, đang đêm chạy ra biển.
Bác Đức lại hỏi những người đầu hàng biết chỗ ở của Lữ Gia, bèn sai người đuổi theo. Hiệu úy tư mã là Tô Hoằng (蘇弘) bắt được Kiến Đức, Quan lang của Nam Việt là Đô Kê (都稽; có bản chép là Tôn Đô) bắt được Lữ Gia.
Lữ Gia và vua Triệu sau đó đều bị quân Hán giết. Dựa trên hệ thống các đền, miếu, đình, chùa thờ Lữ Gia, phu nhân và các tướng lĩnh của ông rải rác trên khắp vùng đồng bằng sông Hồng ở miền Bắc Việt Nam, rất có thể cuộc kháng chiến chống nhà Tây Hán còn kéo dài đến năm 98 TCN.
Sau khi Phiên Ngung thất thủ, Tây Vu Vương (thủ lĩnh đất tự trị Tây Vu của xứ nước Âu Lạc cũ với trung tâm là Cổ Loa) đã nổi dậy chống lại nguy cơ Bắc thuộc trước sự xâm lăng của nhà Tây Hán. Tả tướng Hoàng Đồng (黄同) của hai quận Giao Chỉ và Cửu Chân đã giết chết Tây Vu Vương để hàng Hán.
Thương Ngô vương Triệu Quang cùng họ hàng với vua nhà Triệu, nghe tin quân Hán đến, xin hàng, được phong làm Tùy Đào hầu; Huyện lệnh huyện Yết Dương là Sử Định (史定) hàng Hán được phong làm An Đạo hầu; tướng nhà Triệu là Tất Thủ (畢取) mang quân ra hàng được phong làm Liêu hầu; quan Giám quận Quế Lâm là Cư Ông (居翁) dụ 40 vạn dân 2 quận Giao Chỉ và Cửu Chân của Việt Nam ngày nay ra hàng được phong làm Tương Thành hầu. Vậy là các xứ ở Nam Việt đều xin hàng. Nước Nam Việt mất.

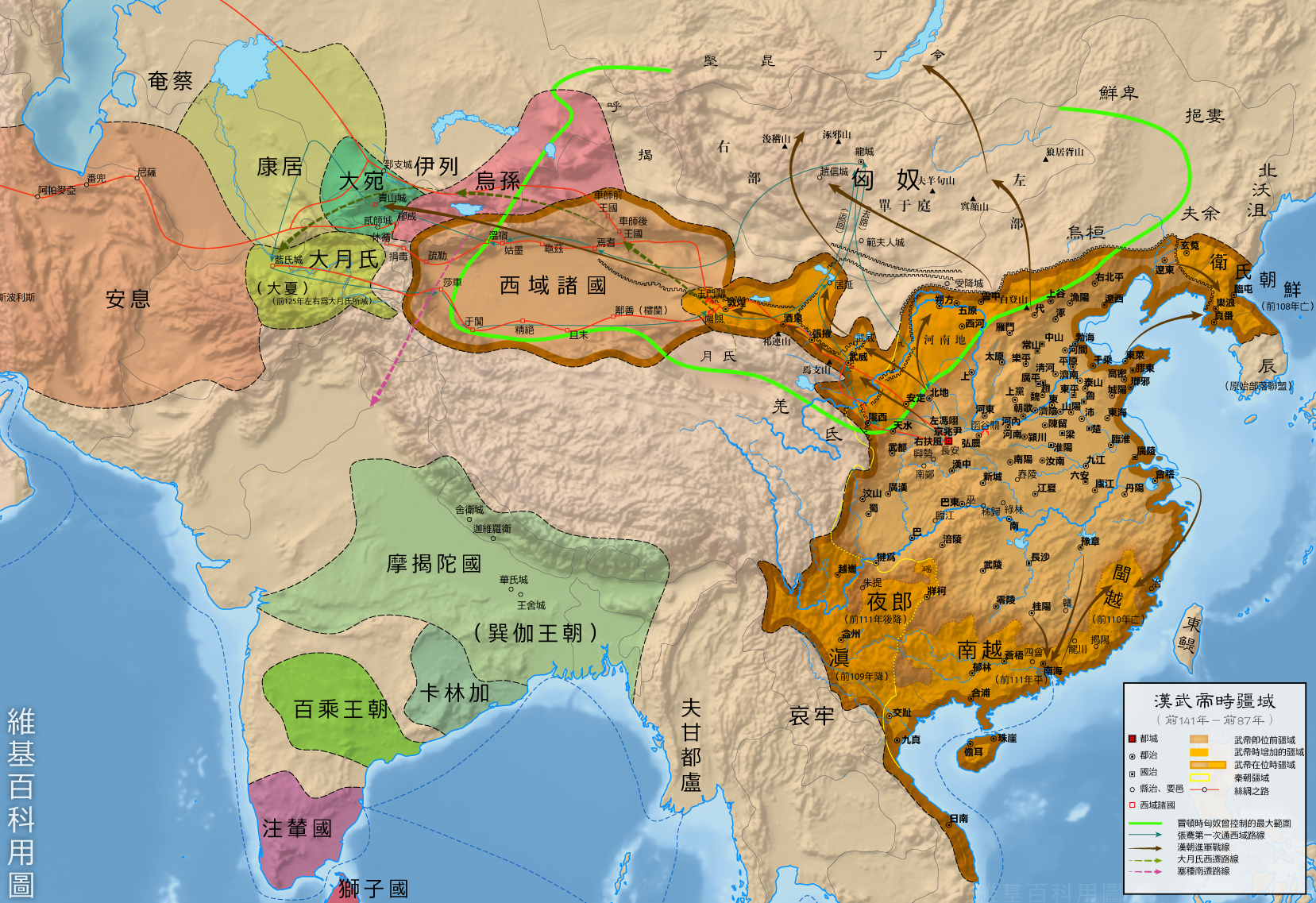
Lãnh thổ nhà Hán thời Hán Vũ Đế.

Tại Nam Việt nhà Hán lập thành 9 quận:
- Nam Hải (nay là tỉnh Quảng Đông, Trung Quốc)
- Thương Ngô (nay thuộc tỉnh Quảng Tây, Trung Quốc)
- Uất Lâm (nay thuộc tỉnh Quảng Tây, Trung Quốc)
- Hợp Phố (nam Quảng Tây và tây nam Quảng Đông ngày nay)
- Chu Nhai (thuộc đảo Hải Nam ngày nay)
- Đạm Nhĩ (thuộc đảo Hải Nam ngày nay)
- Giao Chỉ (nay là miền Bắc Việt Nam và phía đông Quảng Tây)
- Cửu Chân (nay là ba tỉnh Thanh Hoá-Nghệ An-Hà Tĩnh)
- Nhật Nam (từ Đèo Ngang đến Quảng Nam)(Tranh cãi)